# 반장식
반장식(潘長植, 1956년 6월 2일 ~ )은 현직 한국조폐공사 사장이다. 경상북도 상주 출신.

## 학력
- 덕수상업고등학교 졸업
- 국제대학교 법학 학사
- 서울대학교 행정대학원 행정학 석사
- 위스콘신 대학교 대학원 공공정책학 석사
- 고려대학교 대학원 행정학 박사

## 경력
- 1977년: 제21회 행정고시 합격
- 2000년: 기획예산처 예산실 예산총괄과장
- 2002년: 기획예산처 근무(부이사관)
- 2003년: 대통령직인수위원회 경제제1분과위원회 전문위원
- 2003년: 기획예산처 재정기획실 사회재정심의관
- 2004년: 기획예산처 예산실 예산총괄심의관
- 2005년: 국가균형발전위원회 국가균형발전기획단장
- 2006년: 기획예산처 재정운용실장
- 2007년: 기획예산처 차관
- 2008년: 서강대학교 서강미래기술원 교수
- 2008년: 서강대학교 서강미래기술원장
- 서강대학교 기술경영전문대학원장
- 2015년 3월 ~ 2017년 3월: 대한항공 사외이사
- 2017년 7월 ~ 2018년 6월: 대통령비서실 일자리수석
- 2021년 2월 ~ 2023년 10월: 제24대 한국조폐공사 사장
- 2024년 1월 ~ : NSI(엔에스아이) 원장

| 전임 정해방 | 제7대 기획예산처 차관 2007년 4월 20일 ~ 2008년 2월 29일 | 후임 (기획재정부 제2차관)배국환 |

| 전임 장병완 | 기획예산처 장관 직무대행 2008년 2월 4일 ~ 2008년 2월 28일 | 후임 (기획재정부 장관)강만수 |

| 전임 (초대) | 초대 대통령비서실 일자리수석 2017년 7월 3일 ~ 2018년 6월 26일 | 후임 정태호 |